# Walk Away (canção de Christina Aguilera)
"Walk Away" é uma canção da cantora norte-americana Christina Aguilera. A canção foi escrita por Christina Aguilera, Scott Storch e Matt Morris, e produzido por Storch para o segundo álbum de estúdio de Aguilera, Stripped (2002). A canção recebeu opiniões favoráveis dos críticos de música e chegou ao número trinta e cinco no Tracklisten. Um vídeo da música foi dirigido por Julia Knowles.

## Antecedentes
"Walk Away" foi escrita por Aguilera, Scott Storch e Matt Morris, enquanto que sua produção ficou a cargo de Storch. A canção dura cinco minutos e quarenta e sete segundos. É uma balada de piano sobre um relacionamento abusivo, onde Aguilera canta: "Eu era inocente / Seu amor era como doce / Artificialmente doce / Eu fui iludida com seu envolvimento". Na música, Aguilera usa um sensual alcance vocal e faz uso inteligente da metáfora.

## Recepção pela crítica
Janceen Dunn da Rolling Stone indicou a balada e disse que "não podemos deixar de ouvi-la", enquanto que Bill Aicher da Music Critic descreveu que a canção "soa como uma balada de piano de Alicia Keys". Amanda Murray de Sputnikmusic escreveu que a música "soa muito sexy, e que não faz nenhum esforço para demonstrar isso como outras canções do álbum."

## Videoclipe
Um videoclipe da interpretação da canção na Stripped World Tour passou em vários países, mas, também foi banido de diversos por conta de insinuações sexuais contidas no mesmo.

## Créditos e pessoal
- Vocais - Christina Aguilera
- Composição - Christina Aguilera, Scott Storch, Matt Morris
- Produção - Scott Storch

## Desempenho nas tabelas musicais
Na Dinamarca a canção chegou ao número #35 pela parada da Tracklisten em 14 de Março 2008.

### Posições
| Tabela musical (2008) | Melhor posição |
| --------------------- | -------------- |
| Dinamarca (Hitlisten) | 35             |